# 朱迪斯·巴特勒
朱迪斯·巴特勒（英語：Judith Butler，1956年2月24日—），美國後結構主義學者，其研究領域有女性主義現象學、酷兒理論、政治哲學以及倫理學。1993年開始任教於加州大学伯克利分校修辞学與比较文学系，並且1998年開始擔任比較文學和批判理論學程的玛克辛·艾略特（Maxine Elliot）讲席教授。巴特勒也是歐洲高等學院的漢娜鄂蘭教席。
巴特勒1984年从耶鲁大学获得哲学博士学位，后开始从事后结构主义和西方女权主义理论的研究。巴特勒的著作包含《性別惑亂：女性主義與認同顛覆》（1990）和《身體之重：論性的論述界限》（1993）等，於其中挑戰傳統性別觀，並提出「性別展演」（gender performativity，或譯作「性別述行」）的概念。巴特勒被认为是“在现代政治理论中最有影响力的声音之一”。
巴特勒自我認同為非二元，使用「she」或「they」的代名詞，但2020年巴特勒稱偏好「they」，表示其從不待在「出生指派為女性」的家中。和伴侶Wendy Brown與孩子Isaac居住在柏克萊。巴特勒支持LGBT運動，並討論許多當代政治議題。包括以色列政治批判。
巴特勒是犹太人，最近的工作主要集中在犹太哲学，探索国家暴力的前后和与对犹太复国主义者的批评。在政治上，巴特勒是犹太和平之声顾问委员会的成员和“抵制，撤资和制裁”以色列的支持者。巴特勒认同“犹太教与國家恐怖主義是无关的”，并强调以色列并不代表所有的犹太人。巴特勒曾於美國佔領華爾街運動中公開演講。

## 主要著作概略

### 欲望主體（1987）
《欲望主體：二十世紀法國的黑格爾主義反思》（Subjects of Desire: Hegelian Reflections in Twentieth-Century France）是巴特勒博士論文，主要探討法國哲學對黑格爾《精神現象學》的繼受，其中一一討論諸如苦惱意識、主奴辯證、精神體現等概念。並批評了黑格爾男人化、成長小說式的辯證旅程，認為要超越黑格爾浪漫的辯證法，需要透過戲仿式的手法，例如德希達在〈深坑與金字塔〉透過「延異」對黑格爾意義理論進行批判，或傅柯〈尼采、系譜學、歷史〉中，將權力視為生成性而非禁制性的。巴特勒在結尾中，藉由引述傅柯和克里斯蒂娃，指出黑格爾的欲望論述，必須讓位給關於身體的具體歷史討論。這本著作提出的觀點對後來的《性別惑亂》和《身體之重》中獲得發展。

### 述行與性別建制（1988）
在〈述行與性別建制：現象學與女性主義的一篇論文〉（Performative Acts and Gender Constitution: An Essay in Phenomenology and Feminist Theory）一文中，巴特勒提出「性別即述行（gender is performative）」，因為性別認同通過行動確立，有通過差異行動建構差異性別的可能性。

### 性別惑亂（1990）
《性別惑亂：女性主義與認同顛覆》（Gender Trouble: Feminism and the Subversion of Identity）跨國銷量超過十萬冊。其中一一討論了佛洛伊德、西蒙波娃、克里斯蒂娃、拉岡、伊瑞葛來、維蒂格、德希達與傅柯的著作。其中巴特勒批判女性主義所使用的性／性別概念，即企圖將「女人」製造為一個具有共同特徵之離散、去歷史化團體，這種取徑強化了性別關係的二元論。巴特勒認為女性主義不應試圖爭辯「女人」的定義，而應該「專注於說明權力的效應，及其如何形塑我們的女人觀，不只在鉅觀社會中，也必須在女性主義運動中。」最後，巴特勒試圖破壞性／性別中間的斜槓，使性別和欲望能夠「靈活流動，而非取決於其他穩固因素」。巴特勒于该书提出的认同是流動自由的概念以及性別作是表演性的而非本質，一直是酷兒理論的根基之一。

### 擬態與性別不服從（1991）
〈擬態與性別不服從〉（Imitation and Gender Insubordination）收錄在《暗櫃裡／外：蕾絲邊與同志理論（ Inside/Out: Lesbian Theories, Gay Theories）》，這是一本同志理論家的著作合集。巴特勒認為蕾絲邊和同志這些詞彙並未提供淺白的啟示，但這有政治必要性。巴特勒指出使用「遊戲／述行、扮裝與擬態來形塑性別與性特質的形，其作為持續創造的主體性，總是具有因為無述行而解體的風險」。

### 身體之重（1993）
《身體之重：論性的論述界限》（Bodies That Matter: On the Discursive Limits of "Sex"）旨在釐清文本，並糾正將述行論說成性／別形構是一種日常選擇的誤讀。巴特勒引用德希達的重述性（iterability）理論，強調重複在述形理論中的角色是一種援引形式：
不能在重述、一個律法化與受約束的過程之外理解述行。而該重複不是主體所進行的展演；這種重複使主體成為可能，並構成對主體的時間條件。該重述性意味「展演」不是一個簡單「行為」或事件，而是一種在約束下並通過約束、在禁制與禁忌之下並通過禁制與禁忌，透過放逐（ostracism）的威脅、死亡的控制、並強制產物的形體，從而重複的儀式、一種儀式生產。但我堅持它並非全然被事前決定。

### 煽動言論（1997）
在《煽動言論：一種述行政治學（Excitable Speech: A Politics of the Performative）》中，巴特勒調查仇恨言論與言論審查的議題。巴特勒認為審查制度難以評價，在某些情況下它可能有用甚至必要，在某些情況下它可能比寬容更糟糕。
巴特勒認為仇恨言論唯有在國家權威宣布如此之後，才能回顧性（retrospectively）的實存。藉此國家為自身保有定義仇恨言論的權力，同時對反的限制了可允許論述。在此之上，巴特勒批評法學家麥金儂反色情的論證，因為他毫無疑問地接受了國家的審查權力。
巴特勒運用傅柯《性意識史：求知意志》的論調，認為嘗試任何一種審查制，無論是法律或其他種，都必然煽動它試圖禁絕的語言；例如傅柯試圖論證十九世紀西歐嚴厲的性規範，只會擴散他們試圖控制的性特質論述。巴特勒利用德希達與拉岡擴展這一論證，宣稱審查制是語言的初始，而語義的「我」至原初審查制的效應。如此，巴特勒質疑任何單純對立之論述的可能性：「若言論依賴於審查制，則人們需要尋求反對的原則，即是反對言論的形構原則。」

### 消解性別（2004）
《消解性別》（Undoing Gender）收錄巴特勒對性別、姓、性特質、精神分析與間性人醫療的反思，相較於巴特勒其他許多著作，它的讀者群更為廣泛。巴特勒重新審視並優化其述行的概念，並聚焦於消解「性生活與性別生活的禁制規範概念」的問題。
巴特勒討論性別如何在理所當然、無意識的狀態被展演，但他說這並不意味述行是「自律或機械的」。他認為，我們的慾望並非源於人格，而源於社會規範。還討論了「人性」和「低於人性」的概念，以及這些文化強制概念如何讓我們阻礙「可得生活」，就像一個人最大的顧慮，通常是個人意志能否與常規不同。巴特勒說道，一個人可能會覺得為了生活必須獲得承認，但同時被承認的條件使人「無以成活」。他建議對這些條件進行置疑，以使反抗者獲致更多生活的可能性。
在巴特勒關於間性人及其議題的討論中，巴特勒談到大衛雷默（David Reimer）的案例，他在八個月大時進行了一次惡劣的包皮切除術，而後被醫生「做（made）」為女性，在醫學上將其性別從男性「重新指派」為女性。後來卻又被指認為「真實」男性，結婚並成為他妻子三個小孩的繼父，並被他與約翰柯拉比（John Colapinto）多書寫在《天作男人：作為女孩撫養的男孩（Nature Made Him: The Boy Who Was Raised as a Girl）》中。雷默在2004年自殺。

### 對拼裝述行論的一個註釋（2015）
在《對拼裝述行論的註釋》（Notes Toward a Performative Theory of Assembly）中，巴特勒討論集結政治的權力，考慮其有何意義與如何運作。书中巴特勒使用此框架來分析保衛的權力和可能性，例如2014麥克爾布朗和艾瑞克迦納之死相關的「黑人的命也是命」運動。

## 出版物（不完整）
- 2012: Parting Ways: Jewishness and the Critique of Zionism : ISBN 0-231-14610-8
- 2011: The Question of Gender : Joan W. Scott's critical feminism : ISBN 0-253-35636-9
- 2011: The Power of Religion in the Public Sphere : ISBN 0-231-15645-6
- 2009: Frames of War: When Is Life Grievable? : ISBN 1-84467-333-2
- 2009: Is Critique Secular?: Blasphemy, Injury, and Free Speech : ISBN 0-9823294-1-5
- 2007: Who Sings the Nation-State?: Language, Politics, Belonging (和Gayatri Spivak) : ISBN 1-905422-57-1
- 2005: Giving An Account of Oneself : ISBN 0-8232-2504-6
- 2004: Undoing Gender : ISBN 0-415-96923-9
- 2004: Precarious Life: The Powers of Mourning and Violence : ISBN 1-84467-544-0
- 2003: Kierkegaard's Speculative Despair in The age of German idealism (Robert C. Solomon编辑): ISBN 0-415-30878-X
- 2003: Women and Social Transformation (和Elisabeth Beck-Gernsheim与Lidia Puigvert) : ISBN 0-8204-6708-1
- 2002: The Scandal of the Speaking Body: Don Juan with J. L. Austin, or Seduction in Two Languages : ISBN 0-8047-4453-X
- 2002: Prejudicial Appearances: The Logic of American Antidiscrimination Law : ISBN 0-8223-2713-9
- 2000: Contingency, Hegemony, Universality: Contemporary Dialogues on the Left (和厄尼斯特·拉克劳与斯拉沃熱·齊澤克) : ISBN 1-85984-278-X
- 2000: Antigone's Claim: Kinship Between Life and Death : ISBN 0-231-11895-3
- 1997: The Psychic Life of Power: Theories in Subjection : ISBN 0-8047-2812-7
- 1997: Excitable Speech: A Politics of the Performative : ISBN 0-415-91587-2
- 1993: Bodies That Matter: On the Discursive Limits of "Sex" : ISBN 0-415-90365-3
- 1991: "Imitation and Gender Insubordination" in Inside/Out: Lesbian Theories, Gay Theories (Diana Fuss编辑): ISBN 0-415-90237-1
- 1990: Gender Trouble: Feminism and the Subversion of Identity : ISBN 0-415-38955-0
- 1987: Subjects of Desire: Hegelian Reflections in Twentieth-Century France : ISBN 0-231-06451-9
- 1982: "Lesbian S & M: the politics of dis-illusion" in Against Sadomasochism: A Radical Feminist Analysis (Robin Ruth Linden编辑): ISBN 0-960-36283-5

## 社會參與

### 2019年香港反送中運動
2019年香港反送中運動裏爆發了香港中文大學衝突，香港警察攻進了香港的知名學府中文大學，朱迪斯·巴特勒參與了香港監察發起的學術界聯署，讉責香港警察的暴力行為，並促請香港政府捍衛學術自由以及成立獨立調查委員會。其它參與的知名學者包括、齊澤克、扬尼斯·瓦鲁法基斯、和史迪芬·平克。